# 태평양 전쟁 (남아메리카)
태평양 전쟁(스페인어: Guerra del Pacífico)은 1879년 4월 칠레와 페루, 볼리비아 세 나라가 아타카마 사막의 초석 지대를 놓고 일어난 분쟁으로 인해 일어난 전쟁이다. 초석 전쟁(硝石戰爭) 또는 새똥 전쟁이라고 부르기도 한다. 볼리비아가 칠레의 초석 수출 회사에 과세를 강화하자, 칠레는 리토랄 주를 점령하면서 타라파카 주의 초석 자원 획득을 목적으로 페루에도 선전포고를 했다.
1880년 타크나 전투에서 페루·볼리비아 동맹군에게 결정적 타격을 가한 결과, 칠레는 1884년 강화 조약으로 안토파가스타와 광물 자원이 풍부한 타라파카주(옛 페루령), 리토랄주(옛 볼리비아령)를 병합했다. 이 때문에 볼리비아는 바다로 이어지는 영토를 잃고 내륙국이 되고 만다. 전쟁에서 승리한 칠레는 광물 자원 수출로 높은 경제 성장률을 자랑하게 된다.

## 역사적 배경

### 인류의 숙원사업
산업혁명으로 근대화되기 이전의 농경중심사회의 주 관심은 농업생산력 증대에 있었다. 농경기술 발전을 통해 증산이 이루어지기는 했으나 기술발전과 황무지 개간 등으로는 증산의 한계가 있었다. 결국 곡물 생산량은 인구증가에 미치지 못하여 인류는 항상 기아의 고통속에 살아왔으며 흉년에는 기근으로 인해 아사자가 발생하였다. 이런 문제는 1492년 콜럼버스의 신대륙 탐험이후 아메리카 대륙에서 넘어온 감자, 고구마, 옥수수, 카사바 등의 구황작물을 통해 어느정도 해결이 되는 듯했다. 그러나 18세기들어 서서히 인구가 증가하자, 유한한 식량자원에 비해 인구가 급격히 증가함으로 인해 인구 대비 식량의 불균형이 재앙을 초래할 수 있다는 맬서스의 경고가 1798년에 발표되기도 했다.

### 페루의 구아노
독일의 지리학자 훔볼트가 남미 탐험을 마치고 1804년에 유럽으로 돌아온후, 페루의 구아노(guano)를 수입하여 비료로 사용하면 농작물 생산량을 크게 증대시킬수 있다고 주장했으나 아무도 관심을 가지지 않았다. 그러나 1841년에 '농예화학의 아버지'라 평가되는 화학자 리비히가 '식물의 무기 영양론'을 발표하자 상황이 달라졌다. 그는 식물이 공기로부터 얻는 이산화탄소와 뿌리로부터 얻는 질소 화합물과 미네랄을 가지고 성장한다는 사실을 알아냈다. 또한 비료의 필수 성분이자 가장 중요한 성분이 질소라는 것을 밝혔다.
일반적인 축산분료로 만들어진 퇴비보다 구아노 속의 질소와 인의 함량은 월등히 높았다. 건조한 해안지방에서 바다새의 배설물이 오랜세월 응고, 퇴적되며 많은 질소가 농축되어 있기 때문이다. 리비히의 발표이후 유럽인들은 구아노를 수입하기 시작했다. 구아노 속에 있는 질소는 화약을 제조하는데도 필요했기 때문에 구아노의 경제적 가치가 상승하면서 이를 수출하게 된 페루의 경제는 크게 호황을 누렸다.

## 같이 보기
- 볼리비아 해군